# John Cullum
John Cullum (* 2. März 1930 in Knoxville, Tennessee) ist ein US-amerikanischer Sänger und Schauspieler.

## Leben
Cullum war Sohn eines Bankiers.  Er besuchte die Knoxville High School und die University of Tennessee, an der er in der Tennismannschaft der Southeastern Conference (SEC) spielte und Mitglied der Studentenverbindung Phi Gamma Delta war.
Seit 1959 ist Cullum mit Emily Frankel verheiratet. 1966 wurde ihr gemeinsamer Sohn John David Cullum geboren, der ebenfalls Schauspieler ist.

## Karriere
Cullum entdeckte sein Interesse für die Schauspielerei bereits während seiner Studienzeit. So spielte er in Chucky Jack, einem Freilicht-Drama über den Gouverneur von Tennessee, John Sevier, am alten Hunter Hills Theatre in Gatlinburg; in den 1770er Jahren gründete Sevier die Mount Pleasant-Plantage entlang des Nolichucky River südlich von Jonesborough, die ihm den Spitznamen „(Noli) Chucky Jack“ einbrachte.
Sein Broadway-Debüt hatte Cullum im Alter von 30 Jahren als Sir Dinadan in Alan Jay Lerners und Frederick Loewes Musical Camelot im Jahr 1960. Er vertrat viermal Richard Burton in seiner Rolle als König Arthur, als dieser krank wurde, sowie Roddy McDowall in seiner Rolle als Arthurs Sohn Mordred; später wurde er Nachfolger von McDowall.
In einer Broadway-Inszenierung von Hamlet durch Richard Burton aus dem Jahr 1964 (sowie in dessen Filmadaption Richard Burton’s Hamlet), verkörperte Cullum seinen Gegenspieler Laertes am Lunt-Fontanne Theatre. Bei Burtons letztem Broadway-Auftritt 1983 spielte er erneut an seiner Seite in Noël Cowards Private Lives.
1965 ersetzte Cullum Louis Jourdan während der Testaufführungen des Musicals On a Clear Day You Can See Forever in Boston; seine erste Hauptrolle am Broadway brachte ihm einen Theatre World Award und seine erste Tony-Award-Nominierung ein. Das Album zum Musical wurde mit einem Grammy Award ausgezeichnet, der an den Texter Alan Jay Lerner und den Komponisten Burton Lane verliehen wurde.
Im Broadway-Musical 1776 porträtierte er Edward Rutledge aus South Carolina und sorgte mit seiner Darstellung von „Melasses to Rum“ (Melasse zu Rum), einer Tirade gegen die Heuchelei einiger Nordstaatler zum Sklavenhandel, für einen dramatischen Höhepunkt: 

“They don’t keep slaves, but they are willing to be considerable carriers of slaves to others. They’re willing – for the shilling.”

„Sie halten keine Sklaven, aber sie sind bereit, Sklavenhändler für andere zu sein. Sie sind bereit – für den Schilling.“

Cullum war der dritte Schauspieler, der Rutledge am Broadway verkörperte, dessen Rolle am längsten spielte und dies auch für die Filmadaption des Musicals im Jahr 1972 wiederholte.
1974 spielte er Charlie Anderson bei der Uraufführung des Musicals Shenandoah am Goodspeed Opera House in Connecticut; für seine spätere Darstellung am Broadway gewann Cullum 1975 den Tony Award, den Drama Desk Award und den Outer Critics Circle Award. Er spielte die Rolle auch im Juni 1976 im „Wolf Trap National Park for the Performing Arts“ in Virginia und eröffnete im Herbst 1977 eine dreiwöchige nationale Tournee in Chicago; 1989 kam es zu einer kurzzeitigen Wiederaufführung am Broadway.
Nach Shenandoah spielte er 1978 den egomanischen Theaterproduzenten Oscar Jaffee im Musical On the Twentieth Century an der Seite von Madeline Kahn und später an der Seite von Judy Kaye. Für seine Darstellung erhielt er seinen zweiten Tony Award.
Seine vierte und fünfte Tony-Nominierung erhielt er 2002 für die Verkörperung des Firmenpräsidenten Caldwell B. Cladwell, dem Antagonisten im Musical Pinkelstadt und 2007 in der Wiederaufführung von 110 in the Shade, in dem er H. C. Curry, den Vater von Audra McDonalds Lizzie spielte.
Im Jahr 2003 spielte Cullum zusammen mit seinem ehemaligen Ausgerechnet Alaska-Kollegen Barry Corbin in Blackwater Elegy, einem preisgekrönten Kurzfilm von Matthew Porter, unter der Co-Regie von Porter und Joe O’Brien.
2007 wurde John Cullum in die Theatre Hall of Fame aufgenommen.
Zu den Broadway-Auftritten neuerer Zeit gehören die Titelrolle in William Shakespeares selten gespieltem Bühnenstück Cymbaline im Lincoln Center im Jahr 2007 sowie in Tracy Letts Lustspiel Im August in Osage County, das am 16. September 2008 uraufgeführt wurde und dann erneut ab dem 11. November 2008 gespielt wurde.
John Cullum war 2010 unter der Regie von Susan Stroman in The Scottsboro Boys am Vineyard Theatre am Off-Broadway zu sehen, einem Musical von John Kander und Fred Ebb über den Rassismus im US-amerikanischen Justizsystem – vor allem im amerikanischen Süden – in den 1930er Jahren. Die Scottsboro-Boys-Prozesse führten langfristig zu einem Ende rein weißer Jurys.
Neben seiner langen Bühnenkarriere wurde er einem breiten Publikum bereits in der Rolle des Tavernenbesitzers Holling Vincoeur in der skurril angelegten CBS-Fernsehserie Ausgerechnet Alaska sowie als Anwalt und späterer Richter Barry Moredock in Law & Order: Special Victims Unit bekannt.
In der AMC-Serie Mad Men war Cullum als die fiktive Lucky-Strike-Führungskraft Lee Garner, Sr. zu sehen. In der Folge Leap Day (englisch für „Schalttag“) der NBC-Serie 30 Rock spielte er „Leap Day William“, den Inbegriff des fiktiven Leap Day-Nationalfeiertags; bei der Folge führte Steve Buscemi Regie.
2015 wirkte Cullum in Episode 10 der ersten Staffel von Unbreakable Kimmy Schmidt mit, in der klassische Filme der 1930er Jahre in Musicalform persifliert werden.
Am 12. Oktober 2017 ersetzte Cullum Larry Marshall in der Besetzung des Musicals Waitress.

## Filmografie

### Film
- 1963: Ein Schmetterling flog auf (All the Way Home)
- 1964: Hamlet
- 1966: Hawaii
- 1971: Die rechte und die linke Hand des Teufels (Lo chiamavano Trinità)
- 1972: 1776 – Rebellion und Liebe (1776)
- 1983: The Prodigal
- 1985: Marie
- 1986: Sweet Country
- 1997: The Secret Life of Algernon
- 1998: Ricochet River
- 1999: Held Up – Achtung Geiselnahme! (Held Up)
- 1999: Wer Sturm sät (Inherit the Wind)
- 2003: Blackwater Elegy
- 2006: The Notorious Bettie Page
- 2006: The Night Listener – Der nächtliche Lauscher (The Night Listener)
- 2011: Die Lincoln Verschwörung (The Conspirator)
- 2013: Kill Your Darlings – Junge Wilde (Kill Your Darlings)
- 2013: Kilimanjaro
- 2013: Adult World
- 2014: Liebe geht seltsame Wege (Love is Strange)
- 2016: Christine
- 2019: Jungleland

### Fernsehen
- 1963–65: Preston & Preston (The Defenders, 3 Folgen)
- 1966–67: The Edge of Night
- 1969: Liebe, Lüge, Leidenschaft (One Life to Live)
- 1978: Roll of Thunder, Hear My Cry
- 1983: The Day After – Der Tag danach (The Day After)
- 1986: Der Equalizer (The Equalizer)
- 1987: Buck James
- 1989: Zurück in die Vergangenheit (Quantum Leap) (Folge „To Catch A Falling Star“)
- 1990–95: Ausgerechnet Alaska (Northern Exposure)[16]
- 1997: Ein Hauch von Himmel (Touched By An Angel) (Folge „It Came Upon A Midnight Clear“ als Mark Twain)
- 1998: To Have and To Hold
- 1997–2000: Emergency Room – Die Notaufnahme (ER)
- 2001: Law & Order
- 2003–: Law & Order: Special Victims Unit
- 2007: Mad Men
- 2009–2018: The Middle
- 2012: 30 Rock
- 2013: Nurse Jackie
- 2015: Unbreakable Kimmy Schmidt
- 2016: Thanksgiving
- 2017: Madam Secretary
- 2019: The Blacklist

## Theater
- 1960: Camelot – Sir Dinadan
- 1962: Infidel Caesar
- 1963: The Rehearsal
- 1963: Hamlet – Laertes
- 1965: Einst kommt der Tag... – Dr. Mark Bruckner
- 1967: Der Mann von La Mancha – Cervantes/Don Quixote
- 1970: 1776 – Edward Rutledge
- 1972: Vivat! Vivat Regina!
- 1975: Shenandoah – Charlie Anderson
- 1977: The Trip Back Down
- 1978: On the Twentieth Century
- 1979: Deathtrap – Sidney Bruhl
- 1983: Private Lives – Victor Prynne
- 1985: Doubles
- 1986: The Boys in Autumn – Huck
- 1986: Man kann nie wissen
- 1989: Shenandoah (Wiederaufführung) – Charlie Anderson
- 1990: Aspects of Love – George Dillingham
- 1994: Show Boat – Cap’n Andy Hawkes
- 1995: Der Mann von La Mancha – Don Quixote/Cervantes
- 2001: Pinkelstadt – Caldwell B. Cladwell
- 2005: Sin: A Cardinal Deposed – Kardinal Law
- 2006: Dr. Seuss’ How the Grinch Stole Christmas! The Musical
- 2007: 110 in the Shade – H.C. Curry
- 2008: Cymbeline – König Cymbeline
- 2009: Im August in Osage County
- 2010: The Scottsboro Boys
- 2011: Maß für Maß („Shakespeare in the Park“) – Vincentio
- 2011: Ende gut, alles gut („Shakespeare in the Park“) – Der Herzog
- 2014: Casa Valentina
- 2016: Waitress

## Auszeichnungen und Nominierungen
Auszeichnungen
- 1966: Theatre World Award für On a Clear Day You Can See Forever
- 1975: Drama Desk Award in der Kategorie „Outstanding Actor, Musical“ für Shenandoah[19]
- 1975: Outer Critics Circle Award in der Kategorie „Best Performances“ für Shenandoah[20]
- 1975: Tony Award in der Kategorie „Best Actor in a Musical“ für Shenandoah
- 1978: Tony Award in der Kategorie „Best Actor in a Musical“ für On the Twentieth Century
- 1982: Drama Desk Award in der Kategorie „Unique Theatrical Experience“ für das Einmannstück Whistler[21]
- 1998: Founders Day Medal der University of Tennessee
- 2004: Lifetime Achievement Award der Clarence Brown Theatre Company, University of Tennessee[22]
- 2007: Aufnahme in die American Theatre Hall of Fame[23]

Nominierungen
- 1966: Tony Award in der Kategorie „Best Actor in a Musical“ für On a Clear Day You Can See Forever
- 1993: Emmy Award in der Kategorie „Best Supporting Actor in a Drama“ für Ausgerechnet Alaska
- 2002: Outer Critics Circle Award in der Kategorie „Outstanding Actor in a Musical“ für Pinkelstadt[24]
- 2002: Tony Award in der Kategorie „Best Actor in a Musical“ für Pinkelstadt
- 2005: Drama Desk Award in der Kategorie „Outstanding Actor in a Play“ für Sin (A Cardinal Deposed)[25]
- 2007: Tony Award in der Kategorie „Best Featured Actor in a Musical“ für 110 in the Shade
- 2008: Drama Desk Award in der Kategorie „Outstanding Featured Actor in a Play“ für The Conscientious Objector[26]